# ريك كارتون
ريك كارتون (بالإنجليزية: Rick Carton)‏ هو رسام توضيحي أمريكي، ولد في 1950.